# Мануил Фил
Мануил Фил (греч. Φιλής, около 1275 — около 1345) — византийский поэт.

## Биография
Учителем Фила был Георгий Пахимер. Будучи связан узами родства со старыми родовитыми фамилиями, например Мелиссино, и с императорским домом Палеологов, Фил находился в близких отношениях ко двору и в качестве посланника ездил по поручению Андроника Старшего к туркам, которых он называет персами, арабам, индийцам и татарам (тавроскифам). Татар он посетил в 1293 году для заключения брака между ханом Золотой Орды Тохтаем и дочерью императора Марией. Андроник Старший, оскорблённый некоторыми словами панегирика Фила в честь императора, описанные в «Хронографии» (до нас не дошедшей), заключил его в тюрьму. Позже Фил был освобожден под клятвой не писать ничего оскорбительного для особы императора.
Литературные труды Фила открыли ему доступ к знакомству со многими видными государственными, церковными и литературными деятелями. Многочисленные произведения Фила рассеяны в рукописях по всем крупным библиотекам Европы. Лучшее издание — Миллера, «Manuelis Philae carmina» (Париж, 1855—1857).
Писал Фил, по византийскому обычаю, поэтическим метром, который хотя и называется «ямбическим», но в строгом, классическом смысле не имеет свойств ямба. Все произведения Фила распадаются на две группы: стихотворения повествовательные и стихотворения лирические. К первой категории относятся: «О свойствах животных», «О слоне», «О струфокамиле», «О растениях» и прочие. Лирические стихотворения делятся на драматические, агиографические и эпиграммы. К драматическим относятся: «Человек, разговаривающий с душой», «Драматическое нравоописание» и «Монодия» (в честь Иоанна Палеолога). К агиографическим — мелкие пьесы, посвящённые воспеванию праздников, апостолов, пророков, святых, храмов и особенно икон. Эпиграммы Фила представляют собой хвалебные гимны знатным современникам.
Фил может считаться представителем крайнего упадка византийской поэзии XIV века. Это поэт-угодник, напыщенно-льстивый, прославляющий «сильных мира сего»; стиль его отличается обилием образов, фигур, всякого рода риторических приёмов, затрудняющих чтение. Он обладал разносторонними знаниями и одинаково откликался на все случаи придворной политической жизни Византии. Фил постоянно жаловался на свою бедность.
Сочинения Фила имеют большое значение для византийской истории конца XIII и первой половины XIV веков. Особенно ценный материал даёт историческая поэма «На военные подвиги дивного протостратора» (337 стихов). Фил касается здесь географии Фракии, Македонии и стран, расположенных за Гемом. По способу изложения поэма представляет собой любопытнейший памятник греческой исторической литературы. Герой поэмы, Михаил Тарханиот Глава, совершает походы в Болгарию, Адриатическое побережье и Македонию. Поэма состоит из 3 частей: вступления, главной части и изложения. Активное участие в действии, кроме героя, принимают болгарские цари: Константин и его жена Мария, деспот Святослав, Лахана и другие. Последовательно описываются события Болгарско-византийской войны 1306 года и похода в Албанию и Македонию. Незнание средневековой географии и истории делает поэму Фила несколько затруднительной для чтения. Само изложение не всегда беспристрастно. Подробный разбор содержания поэмы дает сочинение X. Лопарева «Византийский поэт Мануил Фил. К истории Болгарии в XIII—XIV веках» (Санкт-Петербург, 1891).